# Бабенко Ганна Іванівна
Ганна Іванівна Бабенко (?, тепер Ізяславський район Хмельницької області — ?) — українська радянська діячка, голова колгоспу «Хлібороб» Ізяславського району Кам'янець-Подільської (Хмельницької) області. Депутат Верховної Ради УРСР 2-го скликання.

## Біографія
Народилася у селянській родині.
На початку 1930-х років вступила до колгоспу. До 1939 року працювала ланковою колгоспу «Хлібороб» села Білогородки Ізяславського району Кам'янець-Подільської (Хмельницької) області. Збирала високі врожаї пшениці та цукрових буряків.
З 1939 по 1941 рік — голова колгоспу «Хлібороб» села Білогородки Ізяславського району Кам'янець-Подільської (Хмельницької) області.
Під час німецько-радянської війни перебувала у евакуації у східних районах СРСР, працювала в колгоспі.
З 1945 року — голова колгоспу «Хлібороб» села Білогородки Ізяславського району Кам'янець-Подільської (Хмельницької) області.

## Нагороди
- медалі